# Чернокозинецкий замок
Че́рнокозине́цкий за́мок (укр. Чо́рнокозине́цький замок) — руины укреплений на вершине крутого холма на левом берегу реки Збруч в селе Чернокозинцы Каменец-Подольского района Хмельницкой области. 
Крепость построена во второй половине XIV века подольскими князьями Кориатовичами. На протяжении своей истории замок часто подвергался нападениям. В начале XVI века замок многократно атаковался татарами, в 1538 году выдержал осаду молдавских войск и несколько раз захватывался казацкими войсками Богдана Хмельницкого. В конце XVII век замок подвергся разрушениям в результате штурмов турецких войск, а после перехода замка в турецкие владения несколько раз частично разрушался польскими приграничными войсками. После того как эти земли вновь отошли к Польше, Чернокозинецкий замок стал резиденцией подольских епископов, которые восстановили замок и в XVIII веке построили его северную дворцовую часть. В 1795 году замок отходит к Российской империи и используется для размещения пограничных войск. В 1815 году замок выкупили Сарнецкие, которые проживали в нём вплоть до революции 1917 года. Во времена Советского Союза замок использовался как база подразделениями НКВД.
Замок представлял собой четырёхугольник с двумя круглыми башнями и въездными воротами в южной части. В северной части были построены 2 двухэтажных каменных здания дворцового комплекса. До нашего времени сохранились остатки юго-западной круглой башни диаметром 17 метров и толщиной стен 3,2—3,6 метра и оборонительные стены толщиной до 2 метров. В северной части сохранился «скелет» двухэтажного дворца с толщиной стен 1,1—1,3 метра.